# Rosa sect. Synstylae
Synstylae
Section
Rosa section Synstylae est  l'une des onze sections du sous-genre Eurosa.

## Caractéristiques générales

Les différentes pièces florales.

Quelques espèces de rosier, telles que Rosa wichuraiana et Rosa soulieana, ont en commun de présenter une configuration particulière au niveau de leur pistil et de leurs carpelles, ce qui vaut à ces rosiers d'être réunis dans un même groupe.
Les parties des carpelles comprises entre les stigmates et les ovaires sont soudées entre elles et forment un ensemble ('syn' en grec). Ces parties appelées styles ('colonne' en grec) et constituées en ensemble représentent la première particularité de ces roses aux styles soudés. En effet, à l'inverse des synstylaés, les roses n'appartenant pas à cette section présentent des styles distincts et libres.
Contrairement aux autres sections où le pistil est en forme de coussinet, les styles des synstylae ont formé au centre de la fleur une colonne stylaire égalant voire dépassant en taille les organes reproducteurs mâles, les étamines.

## Origine et distribution
Les rosiers Synstylae sont originaires pour certains de Corée et du Japon, pour d'autres de Turquie et d'Europe
- Rosa multiflora a été vue au Japon dès 1696. Elle orme des grands buissons aux fleurs blanches. Elle possède plusieurs variétés : Rosa multiflora 'Adenochaeta' à grandes fleurs, Rosa multiflora 'Carnea' à fleurs roses, Rosa multiflora 'Platyphylla', la seven sisters rose rapportée du Japon par Sir Charles Greville en 1815
- Rosa arvensis Huds., le rosier des champs.

## Principales espèces
- Rosa arvensis Huds, le rosier des champs,
- 'Rosa ×beanii (= Rosa anemoneflora)
- Rosa brunonii Lindl., Himalayan Musk Rose, Brown's Musk Rose
- Rosa helenae Rehder & E. H. Wils.,
- Rosa filipes Rehd. & E.H. Wils.,
- Rosa henryi Bouleng.,
- Rosa luciae Franch. & Rochebr. ex Crép. (synonyme Rosa wichuraiana Crép.), le rosier de Wichura.
- Rosa longicuspis
- Rosa moschata Herrm., le rosier musqué,
- Rosa mulliganii
- Rosa multiflora Thunb., le rosier multiflore,
- Rosa phoenicia Boiss.,, le rosier de Phénicie,
- Rosa sempervirens, le rosier toujours vert,
- Rosa setigera - Prairie Rose
- Rosa soulieana
- Rosa wichuraiana Crép., voir Rosa luciae.

## Culture et utilisation
Rosier ne demandant pas de soins particuliers. Attention toutefois, il est extrêmement vigoureux mais avec un floraison non remontante bien que très parfumée. Ces épines, en forme de griffes de chat sont redoutables au cours des nettoyages. Cette liane de plus de 8 mètres est intéressante pour couvrir un vieil arbre et est une protection idéale pour le nichage de certains oiseaux comme le 'Gobe mouche' par exemple.